# گریگوری کیت مونرو
گریگوری کیت مونرو (انگلیسی: Greg Monroe؛ زادهٔ ۴ ژوئن ۱۹۹۰) بازیکن بسکتبال اهل ایالات متحده آمریکا است.
از باشگاه‌هایی که در آن بازی کرده‌است می‌توان به تورنتو رپترز، فینیکس سانز، و دیترویت پیستونز اشاره کرد.